# Roland Fréart de Chambray
Roland Fréart de Chambray (1606 — 1676) foi um teórico da arquitetura e das artes francês.
Publicou um tratado sobre arquitetura Parallèle de l’architecture antique avec la moderne (1650) e uma tradução do L'Architettura, de Palladio, que causaram polêmica em sua época na França, ao defenderem a superioridade dos antigos sobre os modernos. Foi também superintendente dos edifícios do rei e para ele viajou à Itália para providenciar cópias de obras de arte da antiguidade. Traduziu ainda o Trattato della Pittura de Leonardo da Vinci e deixou uma obra sobre pintura, Idée de la perfection de la peinture (1662), que se tornou uma das referências básicas para o academismo francês.